# Чонгтар
Чонгтар или Чонгтар Кангри (7315 м) — это горная вершина на границе Пакистана с Китаем, на северо-западе от Чогори, 81 по высоте вершина в мире. Первое восхождение состоялось под руководством Грега Мортимера в 1994 году.